# بیور (کامیونیتی)، شهرستان مرینت، ویسکانسین
بیور (به انگلیسی: Beaver) یک منطقهٔ مسکونی در ایالات متحده آمریکا است که در Beaver واقع شده‌است. بیور ۲۰۳٫۹۱ متر بالاتر از سطح دریا واقع شده‌است.